# Joaquin Miller
Pour les articles homonymes, voir Miller.
Joaquin Miller (1837-1913) est un poète et essayiste américain. 

## Biographie
Originaire de l'Indiana, sa famille était probablement d'origine allemande. Les Miller s'établissent dans le comté de Lane en Oregon. Pendant la ruée vers l'or en Californie, Joaquin Miller s'installe au nord de la Californie où il vit parmi les Amérindiens.